# Amaia Romero
Amaia Romero Arbizu (Pamplona, Navarra, 3 de enero de 1999), es una cantante, música, compositora y actriz española. Se dio a conocer tras participar en la novena edición de Operación Triunfo, donde fue proclamada ganadora. Además, fue seleccionada junto a Alfred García, también concursante del programa, para representar a España en el Festival de la Canción de Eurovisión 2018 con «Tu canción», compuesta por Raúl Gómez y Sylvia Santoro. Al finalizar el concurso, y antes de su paso por Eurovisión, Amaia firmó un contrato con la discográfica Universal Music Spain y lanzó su sencillo debut, «Un nuevo lugar».
En septiembre de 2019 la cantante publicó su álbum debut Pero no pasa nada, que llegó a posicionarse como número uno en ventas y reproducciones en España; dicho primer trabajo musical está compuesto por diez canciones, con éxitos como «El relámpago», «Quedará en nuestra mente» o «Quiero que vengas».
Según una encuesta elaborada por la agencia Personality Media en 2020, Amaia es identificada por el 81 % de la población española.

## Biografía
Amaia nació el 3 de enero de 1999 en la ciudad navarra de Pamplona. Hija de Ángel y Javiera, Amaia pertenece a una familia de músicos, en la que destaca su tío Joaquín, que fue gerente del Orfeón Pamplonés desde 2008 hasta 2016, y de la Orquesta Pablo Sarasate durante dos años. Tiene un hermano, Javier (1990) y una hermana, Ángela (1994). En la actualidad, su hermano Javier es su representante musical.
Por la familia materna, Amaia es sobrina de Carmen Arbizu, catedrática de Canto del Conservatorio Superior de Música de Navarra desde 1990. Amaia cursa el grado profesional de estudios de piano y se forma en ballet clásico y baile flamenco.
La joven, aunque afincada en el barrio pamplonés de Mendillorri, pasó buena parte de su infancia en Sorauren donde acudía cada sábado para almorzar en la casa que poseían sus bisabuelos. También solía ir a Lodosa, donde cantó en varias ocasiones cuando era niña.

## Carrera musical

### 2010-2017:Cántame una canciónyEl número uno
En 2010, con 11 años, participó en el talent show infantil Cántame una canción de Telecinco, donde cantó junto a David Civera y Sergio Rivero, ganador de Operación Triunfo 2005. También participó junto a Aitana, concursante de Operación Triunfo 2017. En 2011, fue una de los dos ganadores de la beca de Rock Camp 2011, participando en el campamento durante el 2011 y 2012.
En 2012 participó en la primera edición de El número uno, consiguiendo entrar en el concurso tras interpretar el tema «Here Comes the Sun» junto a su ukelele. Tras seis semanas en el concurso, Amaia fue expulsada después de batirse en duelo con el concursante más veterano, Alberto Pestaña. El jurado estaba compuesto por importantes cantantes españoles como David Bustamante, Ana Torroja, Miguel Bosé, Natalia Jiménez y Mónica Naranjo, que dedicó las siguientes palabras a la joven:

«Por la experiencia que yo he tenido, por todo lo que he visto, si las personas adultas no estamos preparadas para el éxito, imagínense una cría. Amaia, te juro que te estoy haciendo el favor de tu vida. Ahora que eres joven, si haces una pausa y lo retomas dentro de unos años, entonces volarás, pero si te quedas aquí, con lo pequeñita que eres, te devorarán. ¿Me perdonas? Yo sé que es bueno para ti. Sé que va a ser lo mejor. Nos veremos dentro de unos años y ya verás que te irá bien.»
Mónica Naranjo

Curiosamente, Mónica Naranjo formó parte del jurado de Operación Triunfo 2017, edición en la que participaría Amaia.
Tras unos años de formación, Amaia colaboró con el grupo navarro Lemon y Tal en la canción «Cicatrices de mi realidad».

### 2017-2018:Operación TriunfoyEurovisión
El 5 de julio de 2017, Amaia se presentó al casting de Operación Triunfo en Bilbao. El concurso musical volvía tras varios años sin emisión. La cantante fue seleccionada, pasando la primera fase con el número "1115" consiguiendo pasar las diferentes fases hasta llegar a la gala 0, donde actuó por primera vez en el plató de Operación Triunfo el 23 de octubre de 2017, con la canción «Starman» de David Bowie. A pesar de ser propuesta por el jurado para no entrar en el concurso, fue salvada por los profesores de la academia. A lo largo de su paso por el programa, fue propuesta como favorita del público durante todas las semanas (excepto la gala 8), logrando serlo en tres ocasiones, además, no llegó a estar nunca nominada por el jurado (exceptuando la gala 0).
El 15 de enero de 2018, Amaia se convirtió en finalista del concurso gracias a los 40 puntos (máxima puntuación en la historia del programa) otorgados por los miembros del jurado del programa. Más tarde, el 5 de febrero del mismo año, fue proclamada como ganadora de la edición con un 46% de los votos.
El 16 de marzo, Universal Music España lanzó el primer álbum recopilatorio de la cantante en forma de revista en su edición física, titulado Amaia Romero, sus canciones, que recoge las interpretaciones de la cantante durante su paso por Operación Triunfo, incluyendo «City of stars» en dueto con Alfred García, «Con las ganas» en dueto con Aitana o «Shake it out», se posicionó en el top 3 en lista de ventas y plataformas digitales.
Por otro lado, al haber estado entre los cinco finalistas de Operación Triunfo, fue candidata a representar a España en el Festival de Eurovisión de 2018. De esta forma, se le asignaron los temas «Al cantar», compuesta por Rozalén que defendió en solitario, y «Tu canción», compuesta por Raúl Gómez y Sylvia Santoro, que cantó junto a su entonces compañero y pareja, Alfred García. Esta última fue la elegida por el público con el 43% de los votos para representar a su país en el mes de mayo en Lisboa, En marzo de 2018, el tema de Rozalén interpretado por Amaia y Alfred, consiguió ser disco de oro con ventas superiores a 20.000 copias vendidas. Este mismo año, Amaia acudió a los Premios Dial celebrados en el Centro Internacional de Ferias y Congresos de Tenerife, junto a algunos de sus compañeros de OT 2017.
En abril de 2018, participó en un concierto homenaje, junto a Alfred García, llamado Amaia, Alfred y amigos, realizado por RTVE antes de su partida hacia Lisboa y Eurovisión. En este concierto, cantaron algunas de sus canciones favoritas con artistas como Zahara y Love of Lesbian. Además, Amaia y Alfred estrenaron la versión en inglés de «Tu canción», llamada «Your song». Este concierto fue emitido vía internet el 26 de abril, pero el 9 de mayo fue reemitido a través de La 2 de Televisión Española.
El 8 de mayo tuvo lugar la primera semifinal en la que España tuvo derecho a voto (hay que recordar que, como miembro del Big Five, España pasa directamente a la final). Como representantes de España, Amaia y Alfred estuvieron presentes en la primera semifinal y se mostró un minuto de su actuación del ensayo general del día anterior. Justo un día después de la primera semifinal, se hizo oficial que «Tu canción» era disco de platino.
El 12 de mayo se celebró en Lisboa la Gran Final del Festival los representantes españoles actuaron en segundo lugar. Para esta importante actuación Amaia llevó un vestido diseñado por Teresa Helbig. Tras las votaciones, entre veintiséis países, quedaron en vigesimotercera posición con 61 puntos (43 del jurado profesional y 18 del televoto).

### 2018-2020: Inicios en la industria yPero no pasa nada
El 31 de mayo, Amaia actuó en la 18° edición del festival Primavera Sound junto a la banda catalana The Free Fall Band.
Desde su paso por el programa, varios han sido los artistas que han querido contar con su colaboración. Durante el concierto en Pamplona el 19 de mayo de la cantautora albaceteña Rozalén, Amaia fue invitada a subirse al escenario donde interpretó el tema «Al cantar». Este fue el tema que Rozalén compuso para ella durante su estancia en la academia de OT. También, el grupo catalán Love of Lesbian la invitó a participar en uno de sus conciertos del 20° aniversario del grupo celebrado en el Teatro Circo Price de Madrid.
El 28 de julio, Amaia actuó junto a The Free Fall Band ante más de 1700 personas en el Teatro Real de Madrid, dentro del Universal Music Festival.
El 3 de septiembre se publicó el corto promocional del festival de teatro Temporada Alta 2018 titulado "La Voz de España", protagonizado por Amaia. En este corto ambientado en un programa de televisión de los años 70, Amaia interpreta la canción «Soy rebelde» de Jeanette. Se trata de un tema que sirve para plasmar la tema principal de la 24 edición del festival: la libertad de expresión y la rebeldía.
Durante el concierto de U2 en el Wizink Center de Madrid el 21 de septiembre se escuchó la versión del himno feminista «Women of the World» cantada por Amaia junto a Bono.
El 23 de noviembre se publicó una nueva versión de «Al Cantar», esta última a dúo con Rozalén. Además de publicar ese mismo día, su colaboración con el grupo Carolina Durante, llamada «Perdona (Ahora Sí Que Sí)». Una versión de una canción de Marcelo Criminal.
El 14 de diciembre se publicó su colaboración con Alfred García, un tema de Jazz en catalán titulado «Et vull veure». Este tema era parte del primer disco del cantautor llamado '1016'. Ese mismo día, Amaia anunció a través de sus redes sociales que el 18 de ese mismo mes, se publicaría un breve tema llamado «Un nuevo lugar» como introducción de su nuevo disco.
El 2 de febrero de 2019 actuó en la 33.ª edición de los Premios Goya, interpretando junto a Rozalén y Judit Neddermann una mezcla de los cuatro temas nominados en la categoría de "Mejor canción original". Además, fue la encargada de entrega el premio en esta misma categoría.
En mayo de 2019 es portada de la revista de tendencias Neo2. El 3 de mayo de 2019 lanzó su primer sencillo, titulado «El Relámpago», coincidiendo así con su primer concierto en Murcia de su gira de festivales, el Warm Up. En aquel concierto se pudo escuchar nuevos temas de lo que sería su álbum debut. Por la gira pisó escenarios como el del Primavera Sound o el del Mallorca Live Festival. El 21 de junio (Día de la Música) del mismo año, publicó su segundo sencillo titulado «Nadie podría hacerlo», una canción en la que sólo se escucha su voz y el piano. De hecho, esta canción va dedicada al propio piano, pudiendo observarse en el videoclip varios vídeos de la artista tocándolo cuando era pequeña.
Amaia participó en la tercera temporada de Paquita Salas cantando al final del quinto episodio «Tan pequeñica y sincera», una jota aragonesa de Marisol.
El 2 de agosto de 2019, publicó su tercer sencillo «Quedará en nuestra mente» como adelanto de su primer disco. Finalmente, el 20 de septiembre de 2019 se publicó su álbum "Pero no pasa nada". Se trata de un disco de estilo pop clásico que incluye 10 canciones y que está producido por el artista Santiago Motorizado (líder del grupo de rock argentino Él mató a un policía motorizado). El mismo día del lanzamiento del disco, también se publicó el videoclip del tema «Quiero que vengas». Una pieza audiovisual rodada en Navarra y dirigida por Santi G. Barrios y Gabriel Pout en la que se pueden encontrar numerosas referencias artísticas. El 5 de octubre inició la gira de presentación de su disco en su ciudad natal, Pamplona. Durante la gira, Amaia actuará en teatros y festivales de ciudades de toda España y Argentina (festival Lollapalooza).
El 25 de enero de 2020 Amaia vuelve a participar el los Premios Goya durante su 34.ª edición en la que la artista interpretó el tema 'Canción de Marisol' que aparece en la película Ha Llegado Un Ángel. Se trata de un homenaje a la artista Pepa Flores "Marisol", que este mismo año recibía el Goya de Honor de la academia. La actuación recibió la ovación de todos los asistentes a la ceremonia.
El 1 de mayo de 2020 se estrenó en Amazon Prime Video el documental Una Vuelta al sol dirigido por Marc Pujolar. En el documental se muestra el proceso de creación de su disco 'Pero no pasa nada' así como algunos de sus conciertos. También aparecen versiones de temas de otros artistas interpretadas por Amaia como «Empezar de Cero» de Yung Beef y La Zowi o «Sonrisa Inabarcable» de Los Hermanos Cubero. El documental recibió una nominación a los Premios Grammy Latinos en la categoría "Mejor Video Musical Versión Larga".
El 7 de agosto Amaia sacó dos canciones que no eran inéditas, puesto que las llevaba cantando desde su primer concierto en solitario, pero todavía no las había grabado en estudio. Estas canciones son «Cosas interesantes para decir» y «La victoria» (las dos grabadas en directo en el estudio con su banda). Las dos están escritas y producidas por ella misma aunque en «La victoria», Santiago Motorizado (productor del primer disco de Amaia) se sumó a la composición. Desde el primer concierto, los fans conocían estas dos canciones como «Me gusta bailar» y «Javier».

### 2020-2023: Nuevo sonido musical yCuando no sé quién soy
En octubre de 2020, Amaia lanza una colaboración, junto al cantante y productor Alizzz, llamada «El Encuentro». El punto de arranque para lo que sería su segundo trabajo discográfico.
En diciembre de 2020, Amaia aparece en el programa especial de Navidad de Pablo Alborán en TVE. Ellos dos cantaron «Luna», una canción de la banda mexicana Zoé. Dicha colaboración de dos de los artistas más reconocidos del panorama musical español, conmovió a todo el público.
El 1 de enero de 2021, Amaia junto con Alizzz cantaron su exitosa colaboración de «El Encuentro» en el especial de 'Cachitos Fest' de la Nochevieja en La 2.
En febrero de 2021, Amaia lanza una colaboración, junto a Los Hermanos Cubero, llamada «Efímera».
En marzo de 2021, Amaia es portada de la revista S Moda, del periódico El País. En esta revista se incluyó una entrevista de carácter personal hacia la cantante donde trató diferentes temas como el feminismo, su evolución tanto personal como musical, incluso su experiencia en Eurovisión.
En abril de 2021, Amaia participa en el documental 'Pongamos que hablo de Camela' de Atresplayer Premium. Versionando en el episodio final la canción «Cuando zarpa el amor», uno de los mayores éxitos que cosechó el grupo musical de los 90. Dicha versión, llevada a su terreno y adaptada a piano, fue alabada por todo el público y por el propio grupo de Camela.
El 8 de abril, lanza una colaboración, junto al cantante Mikel Erentxun (vocalista del grupo musical Duncan Dhu), llamada «Esos ojos negros». Este clásico de la banda regrabada en "directo" y con nuevos arreglos musicales, formaría parte del próximo disco de Erentxun. Un álbum con sus veinte mejores canciones, y rodeados de 20 grandes cantantes como Leiva, Zahara, Bunbury o Eva Amaral; junto con la colaboración de Amaia que es la que obtuvo más éxito y reconocimiento por parte del público joven.
En agosto de 2021, Amaia concede una entrevista al Diario de Noticias de Navarra. En dicho periódico, Amaia habla de sus últimos conciertos de la gira Pero no pasa nada y de su próximo disco. Un trabajo musical que será mucho más pop y conceptual que el disco anterior, y que el productor de este será Alizzz. A partir de otoño de este mismo año, comunica también que lanzará poco a poco sus nuevas canciones ya preparadas, y que forman parte de su nuevo y esperado segundo disco, que lo publicaría en el próximo 2022.
En septiembre de ese mismo año, Amaia protagoniza el spot de la nueva campaña de Mahou junto con sus abuelas Teresa y Javiera, donde el lema "Un lugar para encontrarnos" es el principio de una nueva era para la marca, donde ensalza el reencuentro como valor principal. En el anuncio sale ella misma, y otros artistas del ámbito musical como Marwán o del ámbito interpretativo como Milena Smit.
El 1 de octubre de 2021, Amaia lanza «Yo Invito», lo que sería el primer adelanto del segundo trabajo discográfico que se estrenaría a finales de año. Pero un día antes del esperado lanzamiento oficial, Universal Music Spain, su discográfica, filtra el videoclip. Lo que hace que se haga aún mucho más viral, se cuele en el top 5 de tendencias musicales de YouTube y alcance las 200K visualizaciones en menos de 24 horas.
El 27 de octubre, el programa musical "Favorito Mixtape", estrena su podcast número 2 de la primera temporada, con su invitada Amaia, donde la artista Marisol es la protagonista. La influencia artística y musical de Marisol en Amaia, la vida personal y profesional de ella o la transición de Marisol a Pepa Flores son algunos de los temas que comentan en él.
El 4 de noviembre se celebraron los Premios ICON 2021 (revista cultural del periódico El País), donde Amaia deslumbró con un nuevo look y entregó el Premio ICON de Música a su compañero, cantante, compositor y productor Alizzz.
El 24 de noviembre, Amaia estrena «Quiero Pero No», su segundo sencillo de su segundo álbum de estudio (previsto para 2022), dicho tema es una colaboración con el rapero de moda, Rojuu. Logrando así, en el mes de diciembre por sexta vez el número 1 en la lista de Jenesaispop. Los anteriores sencillos que obtuvieron dicho puesto fueron «Un nuevo lugar», «El Relámpago», «Quedará En Nuestra Mente», «Quiero Que Vengas» y «El Encuentro». En total, ha sumado 23 semanas como lo más votado de su lista.
La cantante siempre ha destacado por ser una gran defensora del feminismo, es por eso que con motivo de la campaña igualitaria de Spotify España en el mes de diciembre, Amaia es la imagen de la playlist EQUAL. Una lista que ensalza el papel de la mujer en la industria de la música, con las cantantes femeninas más importantes de la música actual, así como también de las grandes revelaciones del panorama artístico. Amaia protagoniza un anuncio en una gran pantalla en la mítica plaza de Times Square de la ciudad de Nueva York, por motivo de dicha campaña publicitaria.
En diciembre se confirma la participación estelar de Amaia en el especial navideño de Atresplayer Premium, Una Navidad con Samantha Hudson. Con un elenco de invitados extraordinarios pasando por Anabel Alonso, Arturo Valls o La Prohibida. Amaia canta junto a Samantha la canción «Óyeme», lanzando un importante mensaje sobre la precariedad y los estragos de la sociedad capitalista, abarcando además al colectivo LGBTIQ+.
El 3 de enero de 2022, Amaia lanzó el sencillo «Yamaguchi». Coincidiendo así el día de su cumpleaños para hacerle un homenaje en forma de jota moderna mezclando pop melódico a su lugar favorito, el Parque Yamaguchi, de su ciudad natal, Pamplona.Amaia publicó una versión en japonés de esta canción.
El 11 de marzo, se lanzó el sencillo «Bienvenidos Al Show».
El 10 de mayo, estrenó «La Canción Que No Quiero Cantarte» una colaboración con su compañera y amiga de OT 2017, Aitana.
El 13 de mayo, publicó su segundo álbum de estudio "Cuando no sé quién soy". Obteniendo el número 2 de los álbumes más escuchados en España y el número 1 en los vinilos más vendidos.
El 8 de julio, estrena junto con Rigoberta Bandini una colaboración, «Así Bailaba». Una reversión de una canción antigua infantil española, ahora convertida en todo un himno feminista. Rápidamente ocupó puestos muy altos en las listas de reproducción tanto en YouTube como en Spotify.
El 14 de septiembre se confirmó que Amaia actuaría por primera vez como actriz para la nueva serie de Javier Ambrossi y Javier Calvo, La Mesías de Movistar+.  Por el papel de Cecilia Puig Baró, Amaia consiguió una nominación a los Premios Feroz como mejor actriz de reparto de una serie en su XI edición. 
El 27 de octubre lanza una canción original para la película No mires a los ojos que lleva por título «Más de la mitad», y que fue estrenada en la Seminci de ese mismo año.
A principios de año saca una versión japonesa de su canción «Yamaguchi». A modo de aniversario, cumpliéndose justamente un año de su lanzamiento.
El 26 de enero anunció el concierto final de "Cuando no sé quién soy", en el Wizink Center. Agotando las entradas posteriormente. 

### 2023-actualidad:La MesíasySi abro los ojos no es real
El 20 de abril de 2023 lanzó una versión de «Fiebre», la canción de Bad Gyal a piano y voz, con apenas unos sintetizadores. Dicha versión la cantaba habitualmente y con mucho éxito por parte del público en su gira de conciertos de "Cuando no sé quién soy".
El 16 de junio de 2023 se volvió a juntar con Alizzz para volver a colaborar después de «El Encuentro» en un tema veraniego y festivo, pero con el rollo alternativo de ambos, en «Sexo en la playa».
El 16 de noviembre de 2023 se estrenó al completo toda la serie de La Mesías en Movistar+, tras haber pasado previamente en septiembre por el Festival Internacional de Cine de San Sebastián 2023. La serie recogió numerosas críticas positivas tanto del público como de la prensa, alabando muchos de ellos, la interpretación de Amaia. En mayo la serie ya convertida en un fenómeno, se estrenó en HBO para toda Latinoamérica.
El 10 de febrero de 2024 volvió a actuar en los Premios Goya, donde abrió la gala cantando «Mi gran noche» de Raphael, junto a David Bisbal.
A principios de junio de 2024, Amaia protagonizó la campaña de verano de Palomo Spain en colaboración con Zalando, junto con Hugo Arbués.
El 14 de junio de 2024 lanzó «Nanai», el que sería el primer sencillo de su tercer trabajo discográfico Si abro los ojos no es real. Posteriormente, el 3 de octubre publicó un segundo sencillo, «Tocotó».
En estas fechas, y por  motivo de sus inicios en el mundo audiovisual, recibe el Premio Un futuro de cine, del festival Cinema Jove en su 39 edición.  
El 11 de diciembre reveló en su instagram la portada y el setlist de Si abro los ojos no es real, cuyo estreno será el 31 de enero de 2025. El 19 de diciembre presentó «Tengo un pensamiento», un tercer sencillo del disco, con una actuación en La Revuelta.
El 31 de enero de 2025 publica su tercer álbum de estudio, Si abro los ojos no es real con un estilo pop-indie y una mezcla de diferentes sonidos, para llegar a ese resultado onírico tan especial. La producción musical corre a cargo de grandes músicos de renombre en la nueva escena urbana como Ralphie Choo, Alizzz o Drummie.
El disco se posicionó en el número 3 en listas y número 1 en vinilos a nivel nacional. Ese mismo día, estrena también el videoclip de «MAPS».
El 23 de mayo de ese mismo año estrena una colaboración con el cantante pablopablo, titulada «De Ti» e incluida en el primer álbum del cantautor, Canciones en Mi.

## Influencias y estilo
Es aficionada a escuchar cualquier género de música. Sus cantantes favoritos son The Beatles, Marisol y Cecilia. Además, es aficionada al flamenco. Participó en el Festival 'Flamenco On Fire' 2018 celebrado en Pamplona del 21 al 26 de agosto. Ofreció un recital acompañada por los guitarristas Pepe Habichuela, Marta Robles, Josemi Carmona y Nico Muñoz. Interpretó los temas «Mi ruiseñor» de Juanito Valderrama, «Dos cruces» de Antonio Molina, «Ay pena, penita, pena» de Lola Flores y «Tango de la repompa» de Las migas.
Durante su estancia en la academia  Amaia demostró su versatilidad en el piano al interpretar diversos temas de distintos estilos.
Su primer disco, 'Pero no pasa nada', un álbum debut con un sonido indie y pop clásico, tiene muchas influencias musicales en diversos grupos españoles de las décadas de los 90 y los 2000 como La Oreja de Van Gogh, La Buena Vida o cantantes actuales como La Bien Querida y Zahara.
Tras la colaboración de «El Encuentro» junto con el cantante y productor musical Alizzz, Amaia declara que quiere tomar un nuevo rumbo musical a un cambio de estilo de música muy diferente a lo que ya habíamos escuchado en su primer álbum debut 'Pero no pasa nada'. Su punto de partida nace de dicha colaboración, con un estilo mucho más alternativo mezclado con pop electrónico.

## Discografía
- 2019: Pero no pasa nada
- 2022: Cuando no sé quién soy
- 2025: Si abro los ojos no es real

## Filmografía

### Cine
| Año  | Título                                | Rol        | Canal               | Notas               |
| ---- | ------------------------------------- | ---------- | ------------------- | ------------------- |
| 2020 | Una vuelta al sol                     | Ella misma | Prime Video         | Película documental |
| 2021 | Pongamos que hablo de Camela          | Ella misma | Atresplayer Premium | Película documental |
| 2021 | Porta Ferrada, anatomia d'un festival | Ella misma | Canal 33            | Película documental |
| 2021 | Una Navidad con Samantha Hudson       | Ella misma | Atresplayer Premium | Película musical    |
| 2024 | Marisol, llámame Pepa                 | Ella misma | Movistar+           | Película documental |

### Series
| Año                | Título        | Rol        | Canal     | Notas       |
| ------------------ | ------------- | ---------- | --------- | ----------- |
| 2019               | Paquita Salas | Ella misma | Netflix   | 1 episodio  |
| 2023               | La Mesías     | Cecilia    | Movistar+ | 5 episodios |
| 2025               | Pedro x Javis | Ella misma | Movistar+ | 1 episodio  |
| (Fuente: IMDb.com) |               |            |           |             |

### Televisión
| Año       | Título                              | Canal               | Notas                           | Ref.    |
| --------- | ----------------------------------- | ------------------- | ------------------------------- | ------- |
| 2010      | Cántame una canción                 | Telecinco           | Concursante                     | [ 97 ]  |
| 2012      | El número uno                       | Antena 3            | Concursante; 11ª. posición      | [ 98 ]  |
| 2017-2018 | Operación Triunfo                   | TVE                 | Concursante; Ganadora           | [ 99 ]  |
| 2018-2020 | Late Motiv                          | Movistar+           | Invitada; 3 programas           | [ 100 ] |
| 2018-2022 | El Hormiguero                       | Antena 3            | Invitada; 4 programas           | [ 101 ] |
| 2018      | La noche de Rober                   | Antena 3            | Invitada; 1 programa            | [ 102 ] |
| 2018      | Eurovisión                          | TVE                 | Concursante; 23.ª posición      | [ 103 ] |
| 2019      | XXXIII edición de los Premios Goya  | TVE                 | Intérprete musical              | [ 104 ] |
| 2019-2024 | La Resistencia                      | Movistar+           | Invitada; 2 programas           | [ 105 ] |
| 2019-2020 | Sesiones Movistar+                  | Movistar+           | Invitada; 2 programas           | [ 106 ] |
| 2020      | XXXIV edición de los Premios Goya   | TVE                 | Intérprete musical              | [ 107 ] |
| 2020      | Banan Split                         | La 2                | Programa 1: Fast food           | [ 108 ] |
| 2022      | Salvados                            | La Sexta            | Programa 2: Generación ansiedad | [ 109 ] |
| 2022      | El intermedio                       | La Sexta            | Invitada; 1 programa            | [ 110 ] |
| 2022      | Usted está aquí                     | Atresplayer Premium | Programa 2: Bares               | [ 111 ] |
| 2023      | That's My Jam                       | Movistar+           | Invitada; 1 programa            | [ 112 ] |
| 2023-2025 | Late Xou                            | TVE                 | Invitada; 2 programas           | [ 113 ] |
| 2024      | XXXVIII edición de los Premios Goya | TVE                 | Intérprete musical              | [ 114 ] |
| 2024      | La Revuelta                         | TVE                 | Invitada; 1 programa            | [ 115 ] |
| 2025      | Estirando el chicle                 | Movistar+           | Invitada; 1 programa            | [ 116 ] |
| 2025      | Gallery +                           | YouTube             | Invitada; 1 programa            | [ 117 ] |
| 2025      | That's My Jam                       | TVE                 | Invitada; 1 programa            | [ 118 ] |

## Giras

### Conjuntas
- 2018: Operación Triunfo 2017 en concierto
- 2018: Gira de conciertos con The Free Fall Band

### En solitario
- 2019-2021: Gira pero no pasa nada
- 2022-2023: Conciertos cuando no se quien soy
- 2025: Si abro los ojos no es real

## Premios y nominaciones
| Año  | Premio                           | Categoría                                 | Trabajo nominado                            | Resultado | Ref.    |
| ---- | -------------------------------- | ----------------------------------------- | ------------------------------------------- | --------- | ------- |
| 2018 | Cosmo Awards                     | Girl Gang                                 | (con Aitana, Ana Guerra y Miriam Rodríguez) | Ganadora  | [ 119 ] |
| 2019 | Premios Enderrock                | Mejor Canción de Autor                    | «Et vull veure» (con Alfred García)         | Ganadora  | [ 120 ] |
| 2020 | Premios Odeón                    | Artista Odeón Femenina                    | Ella misma                                  | Nominada  | [ 121 ] |
| 2020 | Premios Grammys Latinos          | Mejor Video Musical Versión Larga         | Una vuelta al sol                           | Nominada  | [ 122 ] |
| 2021 | Premios MIN                      | Canción del Año                           | «El Encuentro» (con Alizzz)                 | Nominada  | [ 123 ] |
| 2021 | Premios MIN                      | Grabación de Músicas Urbanas              | «El Encuentro» (con Alizzz)                 | Ganadora  | [ 123 ] |
| 2021 | Premios MIN                      | Mejor Videoclip                           | «El Encuentro» (con Alizzz)                 | Nominada  | [ 123 ] |
| 2023 | Premios Odeón                    | Mejor Canción Alternativa                 | «Así Bailaba» (con Rigoberta Bandini)       | Ganadora  | [ 124 ] |
| 2024 | Premios Feroz                    | Mejor Actriz de Reparto de una Serie      | «La Mesías» (personaje: Cecilia Puig Baró)  | Nominada  | [ 125 ] |
| 2024 | Elle Women Awards                | Premio Carrera Musical                    | Ella misma                                  | Ganadora  | [ 126 ] |
| 2024 | Premios de la Academia de Música | Mejor Canción Alternativa                 | «Fiebre»                                    | Nominada  | [ 127 ] |
| 2024 | Cinema Jove                      | Un Futuro de Cine                         | «La Mesías» (personaje: Cecilia Puig Baró)  | Ganadora  | [ 128 ] |
| 2025 | Premios de la Academia de Música | Artista del Año                           | Ella misma                                  | Nominada  | [ 129 ] |
| 2025 | Premios de la Academia de Música | Compositora del Año                       | Ella misma                                  | Ganadora  | [ 129 ] |
| 2025 | Premios de la Academia de Música | Canción del Año                           | «Tengo Un Pensamiento»                      | Ganadora  | [ 129 ] |
| 2025 | Premios de la Academia de Música | Mejor Canción de Pop                      | «Tengo Un Pensamiento»                      | Ganadora  | [ 129 ] |
| 2025 | Premios de la Academia de Música | Mejor Arreglo (junto con Víctor Martínez) | «Tengo Un Pensamiento»                      | Ganadora  | [ 129 ] |